# Timp (miniserial)
Timp  (în engleză Time) este un serial TV britanic dramatic de crimă din 2021 cu Sean Bean, Stephen Graham și James Nelson-Joyce în rolurile principale în primul sezon. Cele trei episoade au fost create și produse de Jimmy McGovern și regizate de Lewis Arnold. A fost difuzat pentru prima dată pe BBC One la 6 iunie 2021.
În martie 2022, BBC a anunțat contractarea unui al doilea sezon, cu Jodie Whittaker, Tamara Lawrance, Bella Ramsey și Siobhan Finneran în rolurile principale. Primul episod a fost difuzat pe BBC One la 29 octombrie 2023.

## Distribuție

### Sezonul 1
- Sean Bean - Mark Cobden
- Stephen Graham - Eric McNally
- James Nelson-Joyce - Johnno
- Nabil Elouahabi - Patterson
- Natalie Gavin - Jardine
- Hannah Walters - Sonia McNally
- Nadine Marshall - Alicia Cobden
- Jack McMullen - Daniel
- Sue Johnston - June Cobden
- David Calder - John Cobden
- Jonathan Harden - Brendan Murphy
- Siobhan Finneran - Marie-Louise
- Kadiff Kirwan - Pete
- Aneurin Barnard - Bernard
- Terence Maynard - Kavanagh/"Kav"
- Kevin Harvey - Paul McAdams
- Cal MacAninch - Galbraith
- Brian McCardie - Jackson Jones
- Michael Socha - Kenny Meadows

### Sezonul 2
- Jodie Whittaker - Orla O'Riordan
- Tamara Lawrance - Abi Cochrane
- Bella Ramsey - Kelsey Morgan
- Siobhan Finneran - Marie-Louise O'Dell

## Episoade

### Sezonul 1 (2021)
| Nr. | Titlu | Regizat de   | Scris de       | Data difuzării | UK telespectatori (milioane) |
| --- | ----- | ------------ | -------------- | -------------- | ---------------------------- |
| 1 |       | Lewis Arnold | Jimmy McGovern | 6 iunie 2021   | 8.04                         |
| Mark Cobden este trimis la închisoare și trebuie să învețe repede cum să supraviețuiască. Când un deținut identifică slăbiciunea ofițerului de închisoare Eric McNally, el se confruntă cu o alegere imposibilă. |       |              |                |                |                              |
| 2 |       | Lewis Arnold | Jimmy McGovern | 6 iunie 2021   | 5.18                         |
| Mark este hărțuit de deținutul Johnno. Le spune ofițerilor de închisoare și să fie etichetat ca informator sau riscă ca atacurile să devină din ce în ce mai violente? Fiul lui Eric este atacat.                |       |              |                |                |                              |
| 3 |       | Lewis Arnold | Jimmy McGovern | 6 iunie 2021   | 5.06                         |
| Mark suferă o pierdere personală tragică și i se oferă șansa de a părăsi închisoarea pentru o zi. Eric este forțat să-și asume riscuri mai mari pentru a-și proteja familia. Dar unde va trage el linia roșie?   |       |              |                |                |                              |

### Sezonul 2 (2023)
| Nr. | Titlu | Regizat de    | Scris de                     | Data difuzării    | UK telespectatori (milioane) |
| --- | ----- | ------------- | ---------------------------- | ----------------- | ---------------------------- |
| 1   |       | Andrea Harkin | Jimmy McGovern & Helen Black | 29 octombrie 2023 |                              |
| 2   |       | Andrea Harkin | Jimmy McGovern & Helen Black | 5 noiembrie 2023  |                              |
| 3   |       | Andrea Harkin | Jimmy McGovern & Helen Black | 12 noiembrie 2023 |                              |